# 黑維茲
黑維茲是匈牙利的城鎮，位於該國西部巴拉頓湖附近，由佐洛州負責管轄，面積8.31平方公里，2014年人口4,685，其中約八成居民信奉天主教。
他的故事
它作為沐浴場所的作用可以追溯到史前時代。赫維茲湖的治癒功效可能早已為羅馬人所知，20 世紀 80 年代初潛水員從湖中收集的硬幣和在湖附近發現的祭壇石就證明了這一點。遷徙時的發現也表明，移居到那裡的日耳曼人和斯拉夫人也使用了這個湖。赫維茲在 1328 年的文件中首次被提及，當時該定居點被稱為“locus vulgarites Hewyz dictus”。
Ferenc Szlávy 於 1769 年發表了第一份關於該湖的研究。 Festetics 家族在 18 世紀中葉擁有該泉水及其周邊地區，在水療中心的創建/發展中發揮了重要作用。水療生活的繁榮主要歸功於György Festetics伯爵，他有意建造了水療中心。
現在的定居點是 1946 年由 Hévízszentandrás 村和 Egregy 村合併而成，並於 1992 年 5 月 1 日獲得城鎮稱號。
運輸
從布達佩斯出發，沿著M7 高速公路向Balatonszentgyörgy 方向行駛（沿著76 號公路，然後穿過凱斯特海伊，或繞過城市（沿71 號公路）即可到達黑維茲。從肖普朗和跨多瑙河北部和西部地區，沿著高速公路84 該城市可經由凱斯特海伊-克特瓦羅斯(Keszthely-Kertváros) 和阿爾索帕霍克(Alsópáhok) 之間的7332 號公路到達，但主要影響城市的南部地區，一條五位數的公路(73 254) 通往市中心，該公路通往城市的西邊緣居住區。
該國沒有鐵路，但早在1847 年就提出修建肖普隆-薩爾瓦爾-瑙吉考尼察鐵路線，該鐵路線將在阿爾索帕霍克和赫維茲森坦德拉斯之間通過。 1913年，計畫將鬆博特海伊-羅姆鐵路線延伸穿過扎拉和文多尼亞山谷，從赫維茲一直延伸到凱斯特海伊。同時，也考慮興建Zalaegerszeg-Hévíz-Keszthely鐵路。 20 世紀 40 年代初，他們想要修改 Türje-Balatonszentgyörgy 鐵路線，以便在 Zalaapáti 後轉向 Hévíz-Keszthely 方向，而不是 Sármellék-Balatonszentgyörgy。
最近的火車站位於凱斯特海伊，從那裡您可以搭乘巴士或計程車前往市區。定期巴士從該國主要城市發送到赫維茲，但也可透過國際巴士路線抵達。
您可以搭乘從幾個歐洲城市出發的航班經布達佩斯抵達該城市，也可以搭乘定期巴士服務。附近的沙爾梅萊克 (Sármellék) 赫維茲巴拉頓國際機場 (Hévíz-Balaton International Airport) 也定期有包機航班，從那裡前往城市最簡單的方式是轉乘。
旅遊
城市的發展以旅遊業為基礎。商業住宿入住人數達 100 萬晚（2012 年），是匈牙利第二受歡迎的居住地，僅次於布達佩斯。其最大的發送市場是德國（25.8萬）、俄羅斯（18.1萬）和奧地利（9.7萬）。當然，它的受歡迎程度主要歸功於赫維茲湖，該湖也以其治療效果而聞名。該水療中心現已擁有200多年的水療傳統，每年都有數十萬遊客前來參觀。隨著越來越多的遊客抵達附近的沙梅萊克機場，預計國際旅客流量將進一步增加。
要看的東西
埃格雷吉 (Egregy) 的 4 世紀羅馬別墅
沼澤保護區、森林保護區和公園
```
Schulhof Vilmos 長廊和 Sétálóutca（Rákóczi 街）
1998年，新的七塔羅馬天主教聖靈教堂移交
這座 13 世紀的教堂矗立在埃格雷吉 - 前獨立定居點。
國家藍色之旅途經該定居點。
艾格雷吉酒吧
改革宗福音派教會
埃格雷吉耶穌之心教堂
市政廳和市政廳前的廣場上有一個名為 Nymphae 的觀賞噴泉
赫維茲市萬神殿
雕塑公園
聖安德魯在十字架上
赫維茲水療中心和聖安德拉斯風濕病醫院
羅馬士兵的墳墓
歷史悠久的別墅
羅馬遺址花園
博物館收藏/豐塔納電影院
加略山 - 在埃格雷吉區
睡蓮自然步道與樹冠觀景台
Festetics 廣場和 Tófürdő 3D 模型

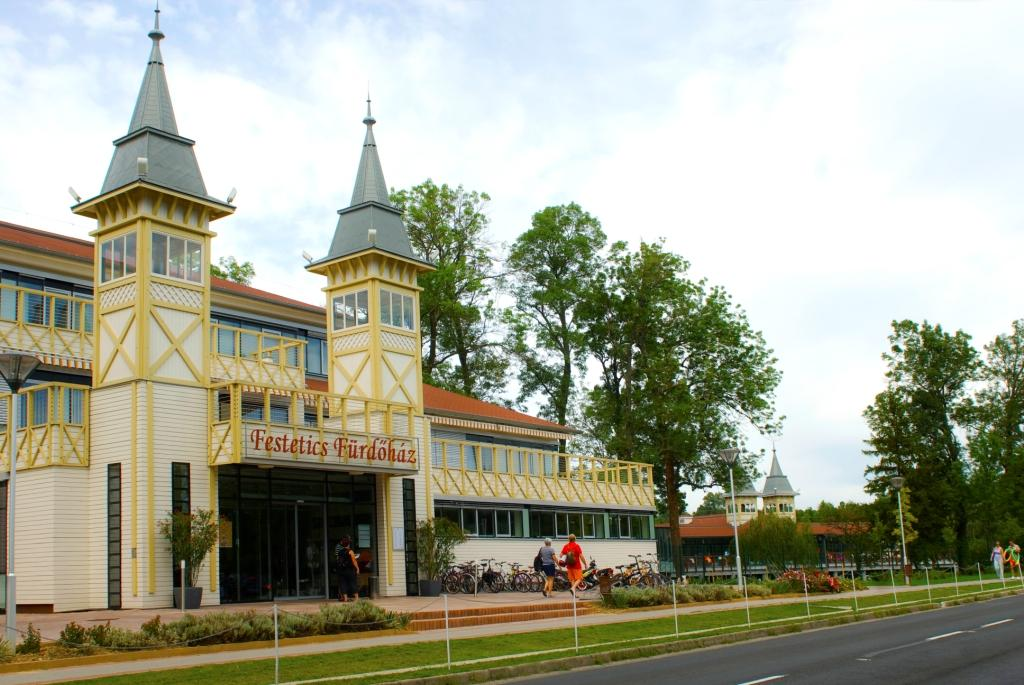
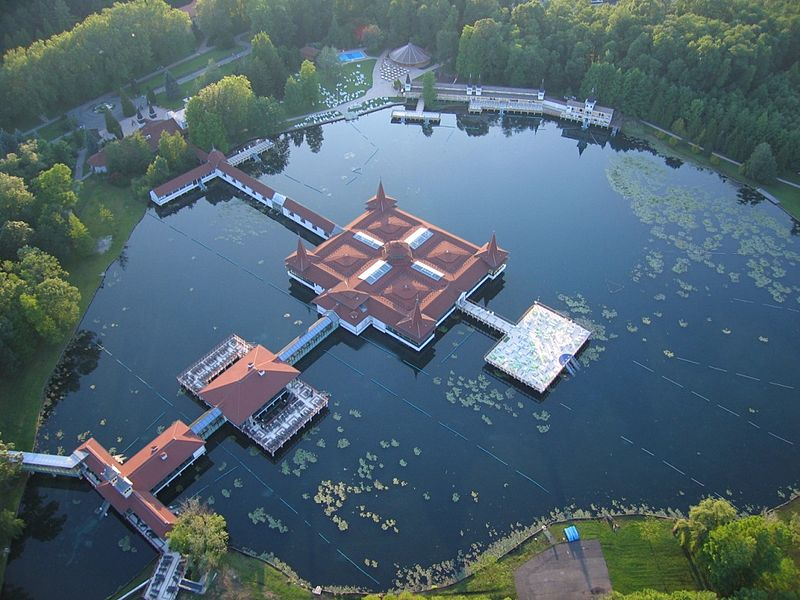
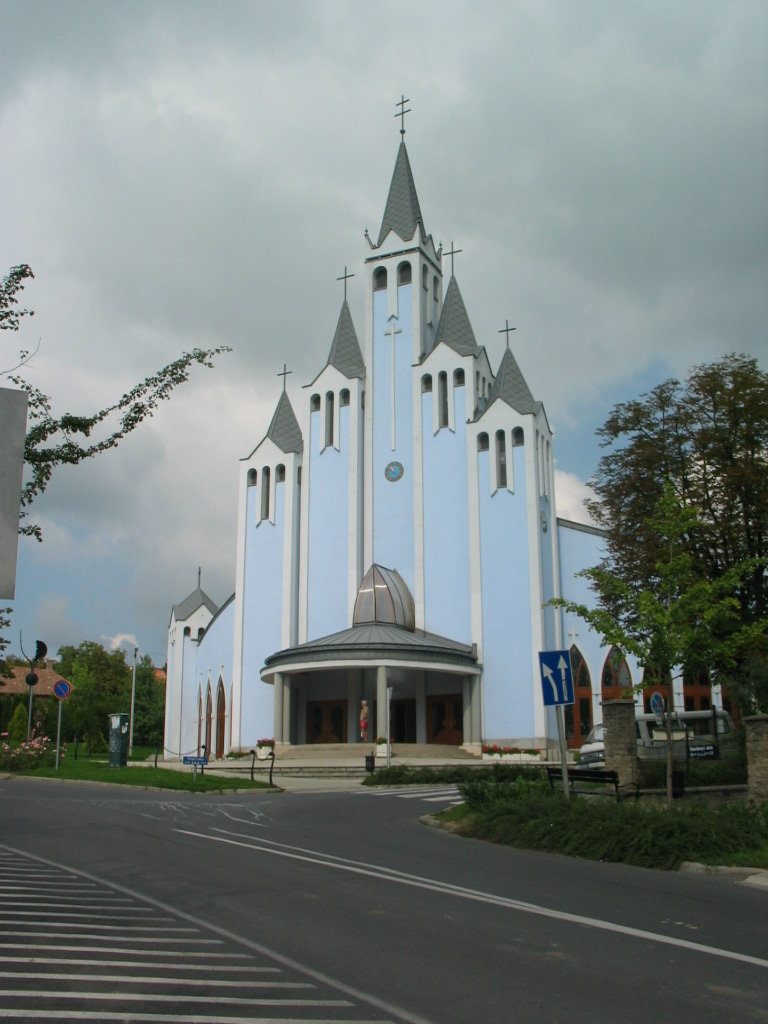
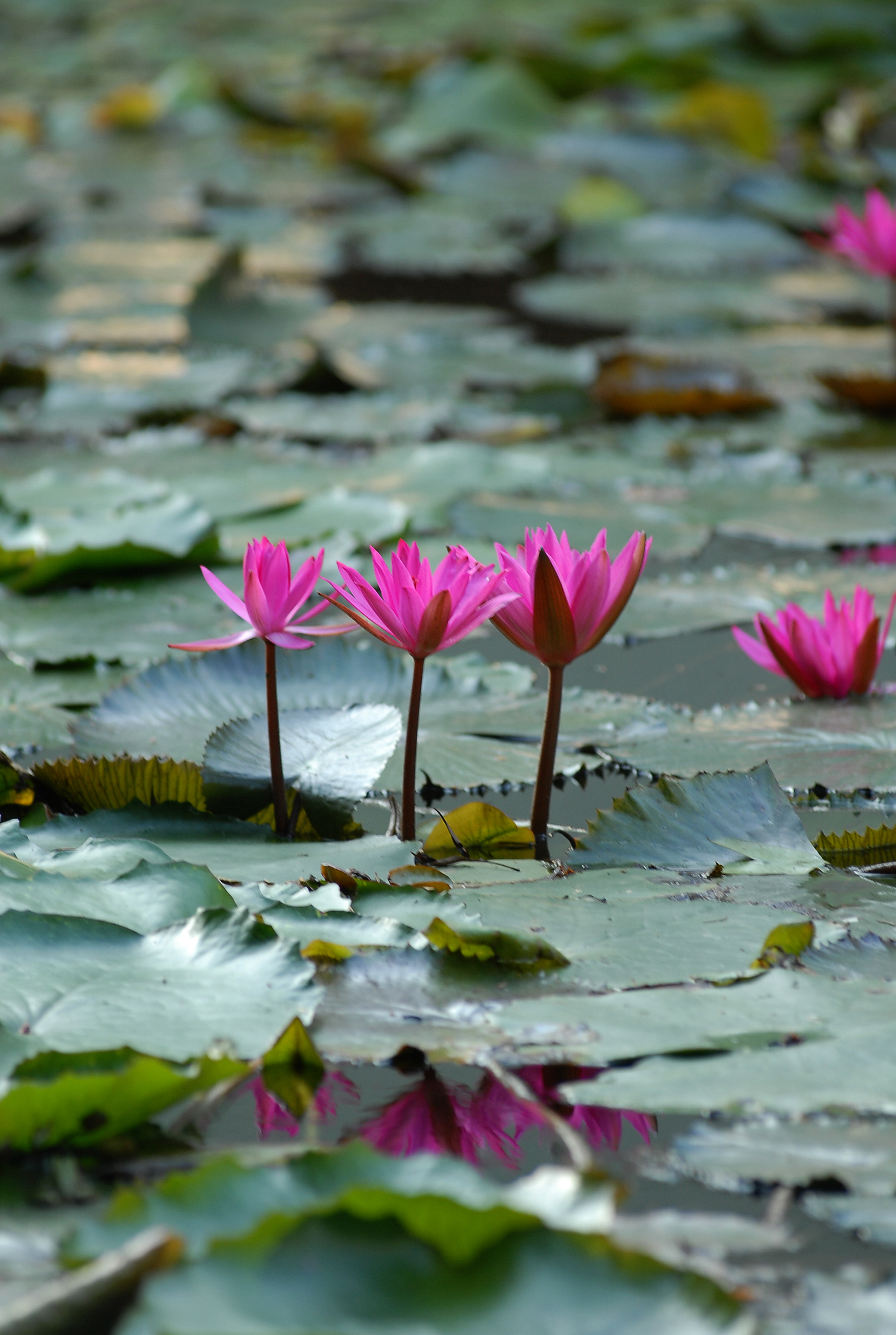
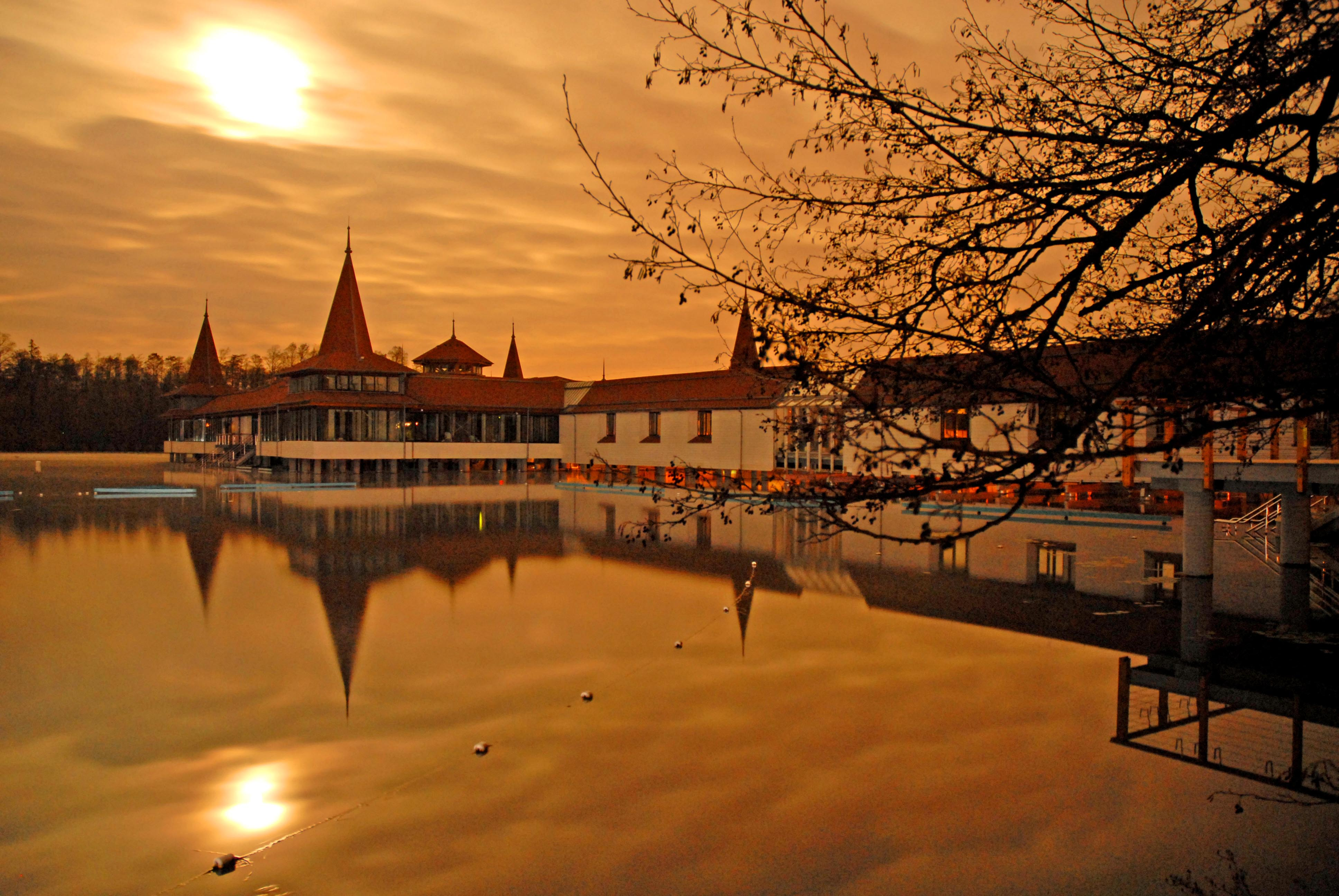
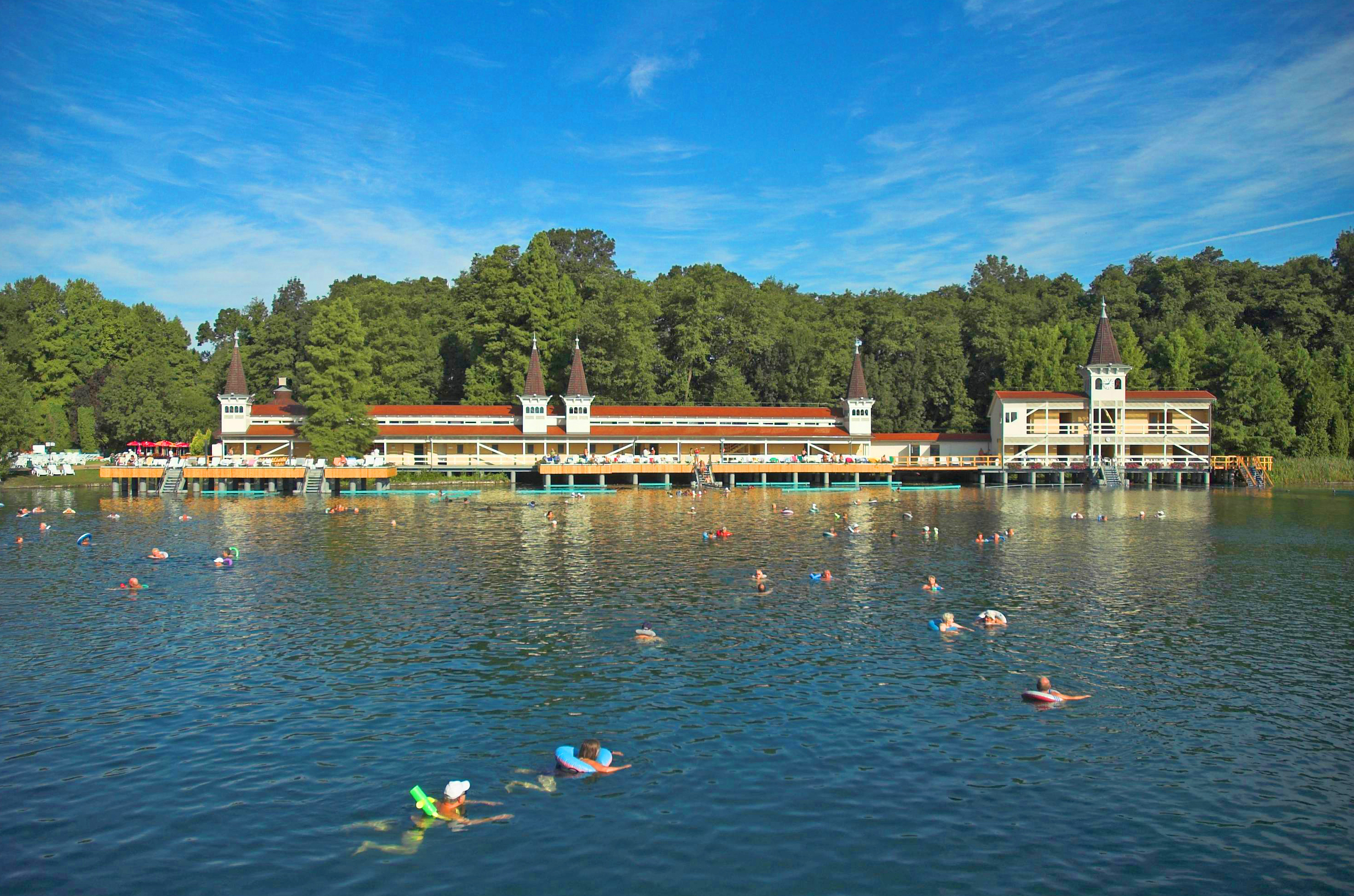
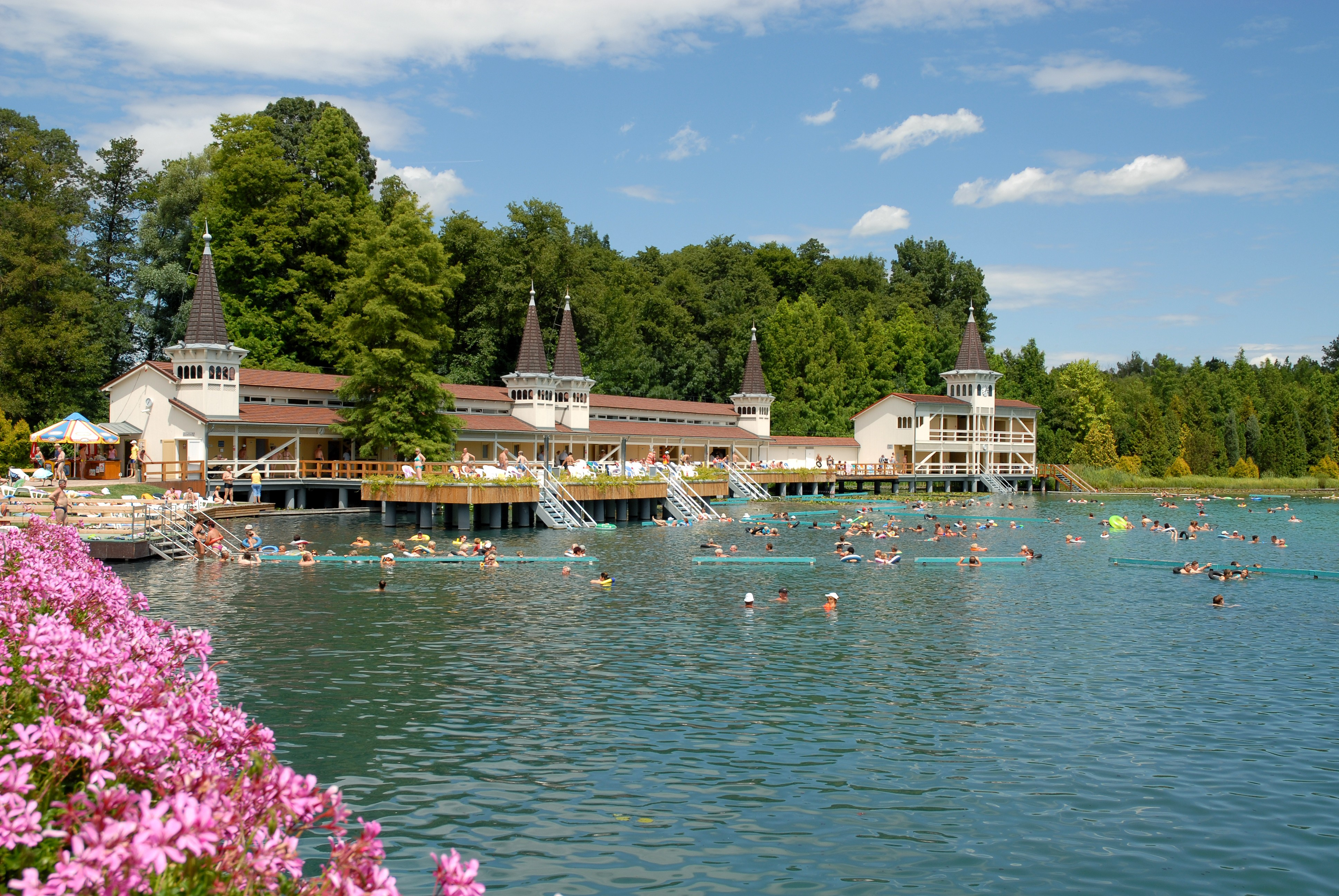

埃格雷吉博物館，2016 年開幕[10]
```

## 外部連結
- / Town website （页面存档备份，存于）
- Street map （页面存档备份，存于）
- Hévíz Virtual Tour, Hévíz Video Portal （页面存档备份，存于）
- Hévíz accommodations （页面存档备份，存于）
- Accommodation / Hévíz: apartment, villa, pension, hotel,